# マンドリル
マンドリル (学名：Mandrillus sphinx)は、オナガザル科マンドリル属に分類される霊長類の一種。中央および西アフリカ原産の大型のサルである。顔と臀部の皮膚は赤と青で、哺乳類の中でも色鮮やかである。性的二形があり、雄の方が体が大きく、犬歯も長く、体色が明るい。サルの中では大型である。最も近い現生種はドリルで、2種でマンドリル属を構成する。伝統的にヒヒに近いと考えられていたが、シロエリマンガベイ属に近いことが示されている。
マンドリルは主に熱帯雨林に生息しているが、サバンナを移動することもある。日中に活動し、ほとんどの時間を地上で過ごす。好物は果物と種子だが、葉、髄、キノコ、昆虫や若いセグロダイカーなどの動物も食べる。数百匹にもなる大きな群れで生活する。群れは雌が多く、多くの成体雄は単独で行動し、繁殖期のみ大きな群れに入る。優位な雄は脇腹や尻が大きく、体色も鮮やかで、多くの子孫を残す。
IUCNのレッドリストでは危急種に分類されている。生息地の破壊と、ブッシュミートを目的とした狩猟が脅威となっている。ガボンでは最も数が多く、カメルーンと赤道ギニアでは生息地が減少しており、コンゴ共和国では限られた場所にのみ分布する。

## 名称
マンドリルという語は、「man」と「drill」に由来し、後者は「ヒヒ」または「類人猿」を意味し、西アフリカに起源を持つ言葉で、1744年に初めて記述の中に登場した。この言葉は、もともとチンパンジーを指していたようである。本種の名前を最初に記録したのは、1766年のジョルジュ＝ルイ・ルクレール・ド・ビュフォンによるものである。トマス・ペナントは『A Synopsis of Quadrupeds (四肢動物の概要)』（1771年）および『A History of Quadrupeds (四肢動物の歴史)』（1781年）の中で、マンドリルを「tufted ape (房のある類人猿)」「great baboon (大きなヒヒ)」「ribbernosed baboon (うねのある鼻のヒヒ)」と呼んでいた。種小名 sphinx は「スフィンクス」に由来する。

## 分類
マンドリルはコンラート・ゲスナーの著書『動物史』（1551-1558年）の中で初めて科学的に描写され、ゲスナーはマンドリルをハイエナの一種とみなした。1758年にカール・フォン・リンネによって正式に Simia sphinx として記載された。現在の属名である Mandrillus は1824年にFerdinand von Ritgenによって記載された。
歴史的に、マンドリルと近縁種のドリル（M. leucophaeus）をヒヒ属に分類する科学者もいた。20世紀後半から21世紀初頭にかけての形態学的・遺伝学的研究により、マンドリルはシロエリマンガベイ属とより近い関係にあることが分かった。マンドリルとドリルはシロエリマンガベイ属に属するという意見もある。2011年の2つの遺伝学的研究では、マンドリルとシロエリマンガベイ属は別々の姉妹群であることが明らかになった。2つの属は約450万年前に分岐し、マンドリルとドリルは約317万年前に分岐した。マンドリルの化石は発見されていない。
|  | マンドリル属 Mandrillus         |
|  |                                 |
|  | シロエリマンガベイ属 Cercocebus |
|  |                                 |

|  | ゲラダヒヒ属 Theropithecus                                                      |
|  |                                                                                 |
|  | \| \| ヒヒ属 Papio \| \| \| \| \| \| ホオジロマンガベイ属Lophocebus \| \| \| \| |
|  |                                                                                 |
|  | ヒヒ属 Papio                                                                    |
|  |                                                                                 |
|  | ホオジロマンガベイ属Lophocebus                                                  |
|  |                                                                                 |

|  | ヒヒ属 Papio                   |
|  |                                |
|  | ホオジロマンガベイ属Lophocebus |
|  |                                |

|  | マンドリル属 Mandrillus         |
|  |                                 |
|  | シロエリマンガベイ属 Cercocebus |
|  |                                 |

|  | ゲラダヒヒ属 Theropithecus                                                      |
|  |                                                                                 |
|  | \| \| ヒヒ属 Papio \| \| \| \| \| \| ホオジロマンガベイ属Lophocebus \| \| \| \| |
|  |                                                                                 |
|  | ヒヒ属 Papio                                                                    |
|  |                                                                                 |
|  | ホオジロマンガベイ属Lophocebus                                                  |
|  |                                                                                 |

|  | ヒヒ属 Papio                   |
|  |                                |
|  | ホオジロマンガベイ属Lophocebus |
|  |                                |

|  | マンドリル属 Mandrillus         |
|  |                                 |
|  | シロエリマンガベイ属 Cercocebus |
|  |                                 |

|  | ゲラダヒヒ属 Theropithecus                                                      |
|  |                                                                                 |
|  | \| \| ヒヒ属 Papio \| \| \| \| \| \| ホオジロマンガベイ属Lophocebus \| \| \| \| |
|  |                                                                                 |
|  | ヒヒ属 Papio                                                                    |
|  |                                                                                 |
|  | ホオジロマンガベイ属Lophocebus                                                  |
|  |                                                                                 |

|  | ヒヒ属 Papio                   |
|  |                                |
|  | ホオジロマンガベイ属Lophocebus |
|  |                                |

|  | マンドリル属 Mandrillus         |
|  |                                 |
|  | シロエリマンガベイ属 Cercocebus |
|  |                                 |

|  | ゲラダヒヒ属 Theropithecus                                                      |
|  |                                                                                 |
|  | \| \| ヒヒ属 Papio \| \| \| \| \| \| ホオジロマンガベイ属Lophocebus \| \| \| \| |
|  |                                                                                 |
|  | ヒヒ属 Papio                                                                    |
|  |                                                                                 |
|  | ホオジロマンガベイ属Lophocebus                                                  |
|  |                                                                                 |

|  | ヒヒ属 Papio                   |
|  |                                |
|  | ホオジロマンガベイ属Lophocebus |
|  |                                |

|  | マンドリル属 Mandrillus         |
|  |                                 |
|  | シロエリマンガベイ属 Cercocebus |
|  |                                 |

|  | ゲラダヒヒ属 Theropithecus                                                      |
|  |                                                                                 |
|  | \| \| ヒヒ属 Papio \| \| \| \| \| \| ホオジロマンガベイ属Lophocebus \| \| \| \| |
|  |                                                                                 |
|  | ヒヒ属 Papio                                                                    |
|  |                                                                                 |
|  | ホオジロマンガベイ属Lophocebus                                                  |
|  |                                                                                 |

|  | ヒヒ属 Papio                   |
|  |                                |
|  | ホオジロマンガベイ属Lophocebus |
|  |                                |

|  | マンドリル属 Mandrillus         |
|  |                                 |
|  | シロエリマンガベイ属 Cercocebus |
|  |                                 |

|  | ゲラダヒヒ属 Theropithecus                                                      |
|  |                                                                                 |
|  | \| \| ヒヒ属 Papio \| \| \| \| \| \| ホオジロマンガベイ属Lophocebus \| \| \| \| |
|  |                                                                                 |
|  | ヒヒ属 Papio                                                                    |
|  |                                                                                 |
|  | ホオジロマンガベイ属Lophocebus                                                  |
|  |                                                                                 |

|  | ヒヒ属 Papio                   |
|  |                                |
|  | ホオジロマンガベイ属Lophocebus |
|  |                                |

|  | マンドリル属 Mandrillus         |
|  |                                 |
|  | シロエリマンガベイ属 Cercocebus |
|  |                                 |

|  | ゲラダヒヒ属 Theropithecus                                                      |
|  |                                                                                 |
|  | \| \| ヒヒ属 Papio \| \| \| \| \| \| ホオジロマンガベイ属Lophocebus \| \| \| \| |
|  |                                                                                 |
|  | ヒヒ属 Papio                                                                    |
|  |                                                                                 |
|  | ホオジロマンガベイ属Lophocebus                                                  |
|  |                                                                                 |

|  | ヒヒ属 Papio                   |
|  |                                |
|  | ホオジロマンガベイ属Lophocebus |
|  |                                |

|  | マンドリル属 Mandrillus         |
|  |                                 |
|  | シロエリマンガベイ属 Cercocebus |
|  |                                 |

|  | ゲラダヒヒ属 Theropithecus                                                      |
|  |                                                                                 |
|  | \| \| ヒヒ属 Papio \| \| \| \| \| \| ホオジロマンガベイ属Lophocebus \| \| \| \| |
|  |                                                                                 |
|  | ヒヒ属 Papio                                                                    |
|  |                                                                                 |
|  | ホオジロマンガベイ属Lophocebus                                                  |
|  |                                                                                 |

|  | ヒヒ属 Papio                   |
|  |                                |
|  | ホオジロマンガベイ属Lophocebus |
|  |                                |

|  | マカク属 Macaca                                                                             |
|  |                                                                                             |
|  | \| \| マンドリル属 Mandrillus \| \| \| \| \| \| シロエリマンガベイ属 Cercocebus \| \| \| \| |
|  |                                                                                             |
|  | マンドリル属 Mandrillus                                                                     |
|  |                                                                                             |
|  | シロエリマンガベイ属 Cercocebus                                                             |
|  |                                                                                             |

|  | マンドリル属 Mandrillus         |
|  |                                 |
|  | シロエリマンガベイ属 Cercocebus |
|  |                                 |

|  | ホオジロマンガベイ属 Lophocebus                                             |
|  |                                                                             |
|  | \| \| ゲラダヒヒ属 Theropithecus \| \| \| \| \| \| ヒヒ属 Papio \| \| \| \| |
|  |                                                                             |
|  | ゲラダヒヒ属 Theropithecus                                                  |
|  |                                                                             |
|  | ヒヒ属 Papio                                                                |
|  |                                                                             |

|  | ゲラダヒヒ属 Theropithecus |
|  |                            |
|  | ヒヒ属 Papio               |
|  |                            |

|  | マカク属 Macaca                                                                             |
|  |                                                                                             |
|  | \| \| マンドリル属 Mandrillus \| \| \| \| \| \| シロエリマンガベイ属 Cercocebus \| \| \| \| |
|  |                                                                                             |
|  | マンドリル属 Mandrillus                                                                     |
|  |                                                                                             |
|  | シロエリマンガベイ属 Cercocebus                                                             |
|  |                                                                                             |

|  | マンドリル属 Mandrillus         |
|  |                                 |
|  | シロエリマンガベイ属 Cercocebus |
|  |                                 |

|  | ホオジロマンガベイ属 Lophocebus                                             |
|  |                                                                             |
|  | \| \| ゲラダヒヒ属 Theropithecus \| \| \| \| \| \| ヒヒ属 Papio \| \| \| \| |
|  |                                                                             |
|  | ゲラダヒヒ属 Theropithecus                                                  |
|  |                                                                             |
|  | ヒヒ属 Papio                                                                |
|  |                                                                             |

|  | ゲラダヒヒ属 Theropithecus |
|  |                            |
|  | ヒヒ属 Papio               |
|  |                            |

|  | マカク属 Macaca                                                                             |
|  |                                                                                             |
|  | \| \| マンドリル属 Mandrillus \| \| \| \| \| \| シロエリマンガベイ属 Cercocebus \| \| \| \| |
|  |                                                                                             |
|  | マンドリル属 Mandrillus                                                                     |
|  |                                                                                             |
|  | シロエリマンガベイ属 Cercocebus                                                             |
|  |                                                                                             |

|  | マンドリル属 Mandrillus         |
|  |                                 |
|  | シロエリマンガベイ属 Cercocebus |
|  |                                 |

|  | ホオジロマンガベイ属 Lophocebus                                             |
|  |                                                                             |
|  | \| \| ゲラダヒヒ属 Theropithecus \| \| \| \| \| \| ヒヒ属 Papio \| \| \| \| |
|  |                                                                             |
|  | ゲラダヒヒ属 Theropithecus                                                  |
|  |                                                                             |
|  | ヒヒ属 Papio                                                                |
|  |                                                                             |

|  | ゲラダヒヒ属 Theropithecus |
|  |                            |
|  | ヒヒ属 Papio               |
|  |                            |

|  | マカク属 Macaca                                                                             |
|  |                                                                                             |
|  | \| \| マンドリル属 Mandrillus \| \| \| \| \| \| シロエリマンガベイ属 Cercocebus \| \| \| \| |
|  |                                                                                             |
|  | マンドリル属 Mandrillus                                                                     |
|  |                                                                                             |
|  | シロエリマンガベイ属 Cercocebus                                                             |
|  |                                                                                             |

|  | マンドリル属 Mandrillus         |
|  |                                 |
|  | シロエリマンガベイ属 Cercocebus |
|  |                                 |

|  | ホオジロマンガベイ属 Lophocebus                                             |
|  |                                                                             |
|  | \| \| ゲラダヒヒ属 Theropithecus \| \| \| \| \| \| ヒヒ属 Papio \| \| \| \| |
|  |                                                                             |
|  | ゲラダヒヒ属 Theropithecus                                                  |
|  |                                                                             |
|  | ヒヒ属 Papio                                                                |
|  |                                                                             |

|  | ゲラダヒヒ属 Theropithecus |
|  |                            |
|  | ヒヒ属 Papio               |
|  |                            |

マンドリルの個体群を亜種に分ける専門家もいる。northern mandrill（M. s. sphinx）とsouthern mandrill（M. s. madarogaster）である。3番目の亜種として提案された M. s. insularis は、マンドリルがビオコ島に生息しているという誤った考えに基づいている。マンドリルに亜種は存在しないという考えが主流である。
シトクロムbの配列は、オゴウェ川の北と南のマンドリルの個体群が80万年前に分岐し、異なるハプログループに属していることを示唆している。この分岐は、サル免疫不全ウイルス（SIV）のマンドリル株の分岐にもつながったと思われる。マンドリルのゲノムは2020年に公開され、ゲノムサイズは29億塩基対で、ヘテロ接合が多い。

## 形態

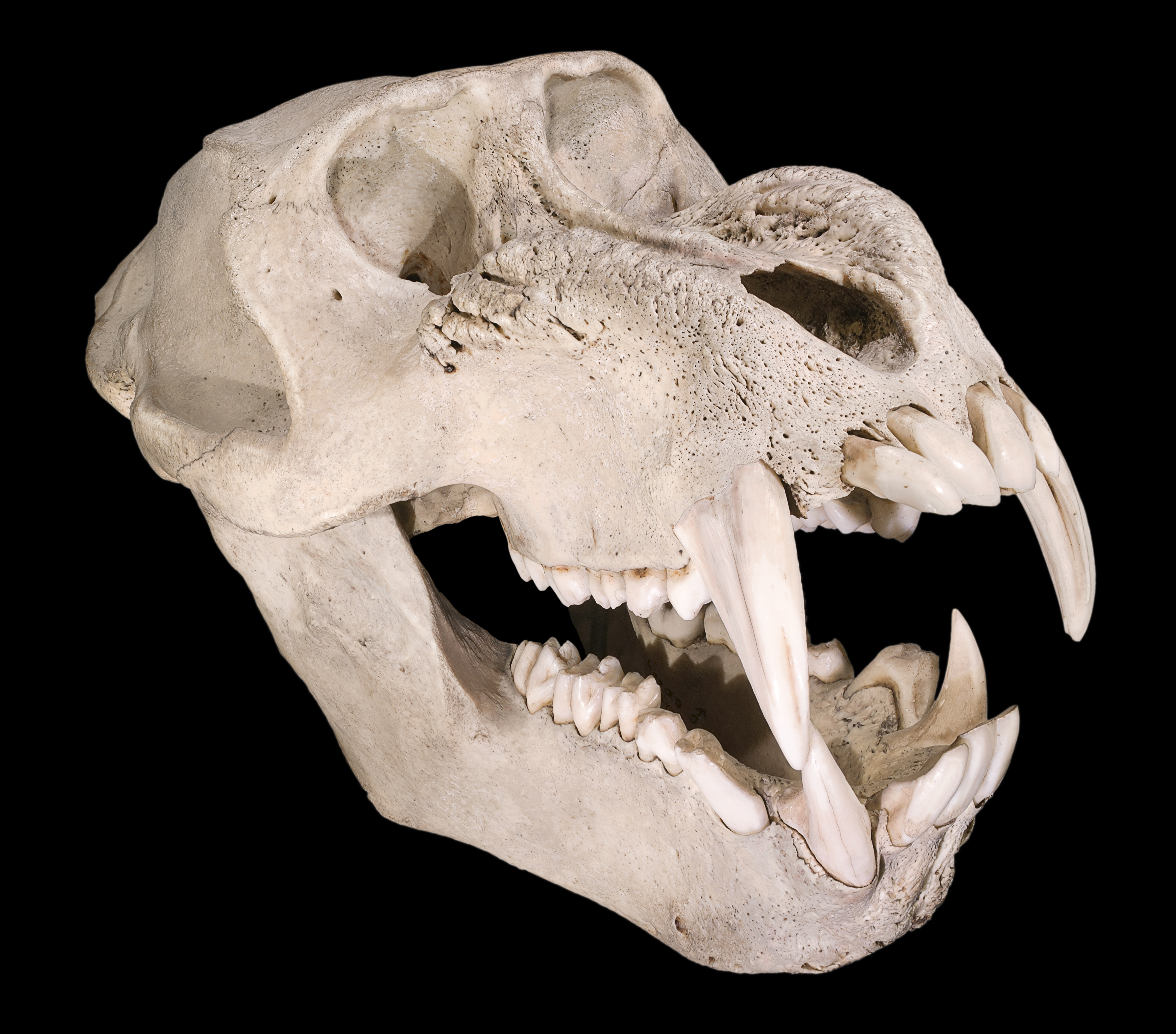
雄の頭蓋骨。鋭い牙と骨の隆起が分かる

丈夫な体格で、頭と鼻先が大きく、尾は太短い。手足は均等な大きさで、手足の指はヒヒよりも長く、足の母指対向性が高い。霊長類の中では性的二形が大きく、サルの中では最大級である。雌はそれほど丈夫な体格でなく、鼻先は短く平らである。雄の頭胴長は70 - 95cm、体重は19 - 30kgに対し、雌の頭胴長は55 - 70cm、体重は10 - 15kgである。体重は最大で54 kgに達する。ほとんどの歯は雄の方が大きく、犬歯長は雄で最大4.5cm、雌で1cmである。両性とも尾長は7 - 10cmである。

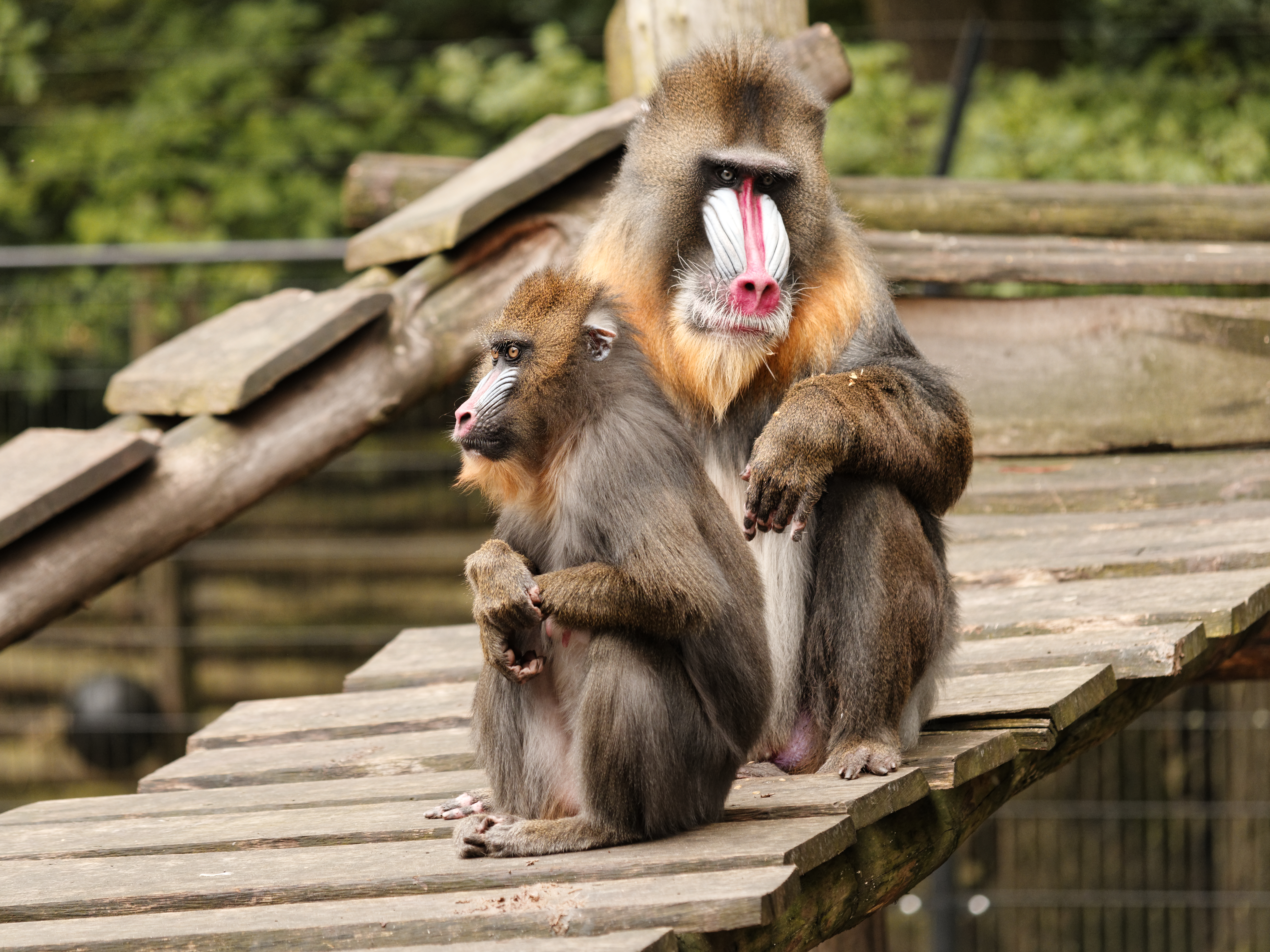
雌雄のマンドリル。大きさや体色が異なる

マンドリルの毛色は主に褐色や灰色、オリーブグリーンで、黄色がかったオレンジ色のあごひげがあり、腹面の体毛は白い。眼の上の毛は赤色がかる。唇は硬く白いひげに囲まれ、耳の後ろには白いむき出しの皮膚がある。雄のマンドリルは頭と首に長い毛の「冠」があり、雌雄ともに胸腺があり、長い毛で覆われている。顔、尻、生殖器には毛が少ない。鼻筋は赤く、両側の皮膚は青く溝がある。雄では、青い部分は隆起した骨によって支えられている。雌の顔の色はより落ち着いた色だが、これは個体によって異なり、赤と青の色合いが強い個体もいれば、より暗い色またはほぼ黒の個体もいる。雄の尻と性器周辺は、赤、ピンク、青、紫の皮膚からなる多彩な色をしており、陰茎は赤く、陰嚢は紫色である。雌の性器と肛門周辺は赤色である。
マンドリルは最も色彩豊かな哺乳類の1つである。チャールズ・ダーウィンは『人間の進化と性淘汰』の中で「哺乳類のどの種も、雄のマンドリルほど異様な色彩を持つものはいない」と記している。赤色は皮下の毛細血管が透けた色であり、青色はコラーゲン繊維の平行配列によって生じる構造色の一種である。雄の顔の青い部分は、鼻の赤色と森の緑色の両方と対照な色であり、他の個体から目立つようになっている。雌の顔のより暗く落ち着いた色はメラニンによるものである。

## 生態

### 分布と生息地

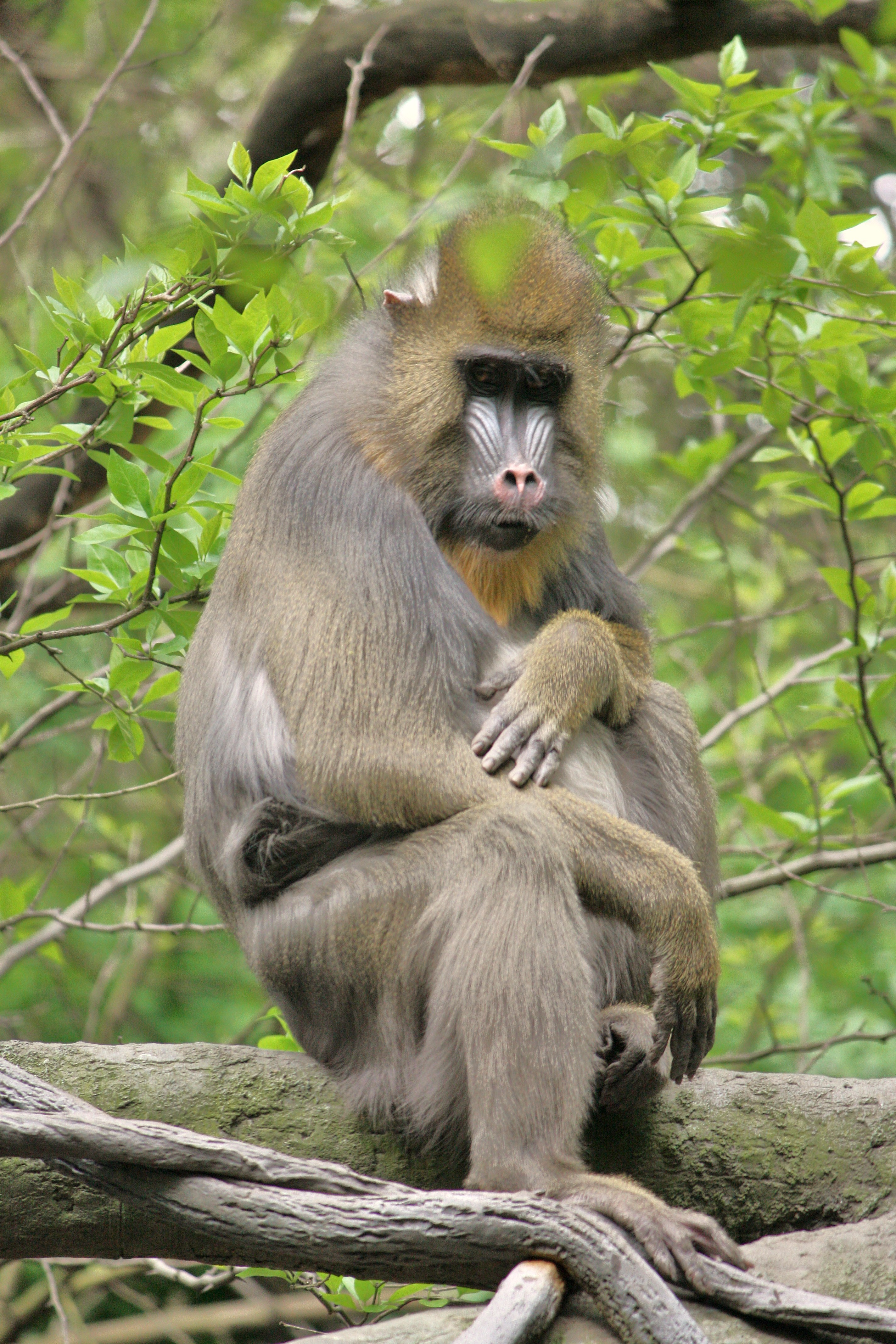
木の上の雌

カメルーン南部、赤道ギニア本土（リオ・ムニ）、ガボン、コンゴ共和国の一部を含む西アフリカおよび中部アフリカに生息する。北はサナガ川、東はオゴウェ川とイヴィンド川に囲まれている。ドリルとはサナガ川で隔てられている。マンドリルは熱帯雨林に生息し、一般的に二次林よりも原生林を好む。サバンナに囲まれた小さな森林にも生息し、森林生息地内の草地を移動する。山岳地帯、川の近く、耕作地でも記録されている。
マンドリルはショウガ科やブリランタイシア属、Phaulopsis 属などの多年生植物が繁茂する茂みを好む。主に地上に生息するが、摂餌は樹冠で行う。マンドリルもドリルもヒヒより樹上性が強い。マンドリルはタラポアン属、オナガザル属、マンガベイ、コロブス属、チンパンジー、ゴリラなど他の霊長類と集まったり競合したりすることがある。

### 摂餌
マンドリルは雑食である。その食事の中心は植物であり、100種以上の植物を食べる。ある研究によると、マンドリルの食事は果物（50.7%）、種子（26.0%）、葉（8.2%）、髄（6.8%）、花（2.7%）、動物質（4.1%）で構成され、その他の食物は残りの1.4%を占めている。雨季には果物が豊富な森林地帯で餌を探し、乾季にはまばらな森林やサバンナと森林の境界で餌を探す。

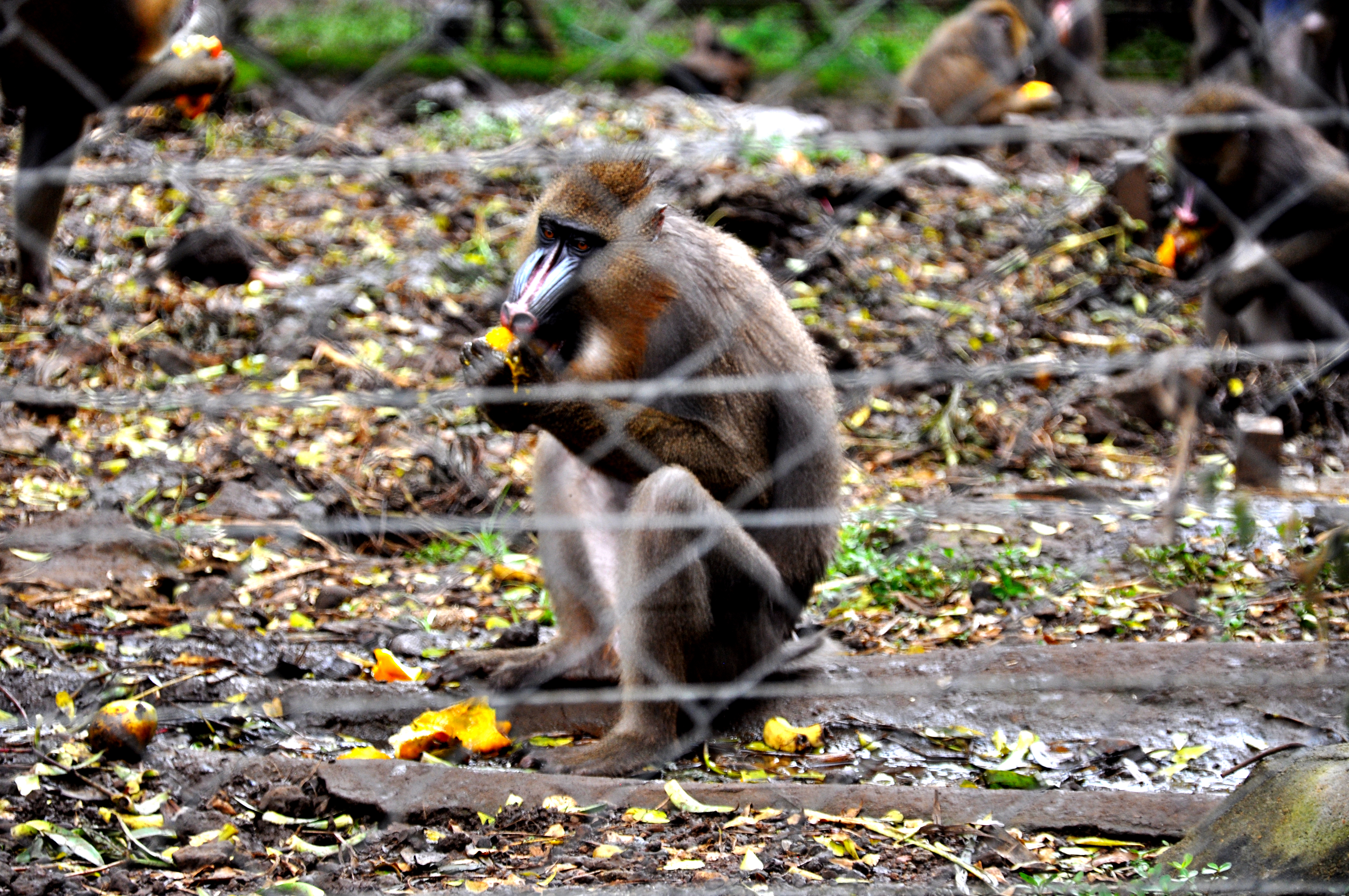
果物を食べるマンドリル

マンドリルの好む果実には、ウルシ科のブホノ (Pseudospondias microcarpa)、アカネ科のビランガ (Nauclea diderrichii)、オトギリソウ科の Psorospermum febrifugum などがある。マンドリルは他の多くの霊長類よりも多くの種子を食べる。成体雄はDetarium microcarpum の種子の硬い殻を噛み砕くことができる数少ない霊長類の一種である。主に単子葉植物の若い葉、新芽、髄を食べる。クズウコン科の Haumania liebrechtsiana や Trachyphrynium braunianum の葉、ショウガ科の Renealmia macrocolia やアフラモムム属の髄を食べる。キノコを食べることも知られている。
動物質のものでは主に無脊椎動物、特にアリ、シロアリ、コオロギ、クモ、カタツムリ、サソリを食べる。鳥とその卵、カエル、齧歯類も食べる。若いセグロダイカーなどの大型脊椎動物を捕食することが記録されている。そのような獲物を食べる際は頭を噛んで後肢を引きちぎり、腹を裂く。狩りの際には個体同士が協力し、獲物を分け合うこともある。

### 天敵と病気
糞からマンドリルの痕跡が見つかっているため、ヒョウはマンドリルを捕食する可能性がある。アフリカニシキヘビ、カンムリクマタカ、チンパンジーなども捕食者となる可能性がある。ヒョウはすべての個体にとって脅威であるが、カンムリクマタカは幼獣に対してのみ脅威となる。マンドリルの群れにヒョウとカンムリクマタカの模型を見せる研究では、ヒョウの模型はマンドリルを木の上に逃げさせる傾向があり、カンムリクマタカはマンドリルを隠れ場所に追い込む傾向が強かった。優位な雄はどちらの模型からも逃げなかったが、ヒョウの場合はその方向を見ながら歩き回った。警戒音はカンムリクマタカよりもヒョウに対してよく聞かれた。
マンドリルは線虫や原生生物などの寄生虫に感染することがある。ヒトクイバエの幼虫は皮膚の下に寄生し、草原ではダニに吸血されることがある。マラリアを引き起こすマラリア原虫や、アブに刺されて感染するロア糸状虫などがある。野生のマンドリルはSIV、エンテロウイルスJ型、ヒト変異体を含むアストロウイルス科の検査で陽性反応を示した。

### 社会生活
マンドリルは、数百の個体を含むこともある大きな群れで生活している。これらの大きな群れはかなり安定しており、小さな群れの集合体ではない。ガボンのロペ国立公園では、マンドリルの群れは平均620頭から成り、いくつかの群れは845頭にも達し、おそらく野生霊長類の中で最も大きなまとまりのある群れである。ロペでの別の研究では、625頭のマンドリルの群れは、21頭の優位な雄、71頭のそれほど優位でない若年雄、247頭の成体および若い雌、200頭の幼獣、86頭の赤子で構成されていた。ロペ北部に生息する約700頭のマンドリルの群れは、総行動圏が182 km2で、そのうち89 km2 が適切な生息地であった。この群れは再合流する前に、時折2つから4つに分かれていた。120頭からなる群れを対象にした15ヶ月に及ぶ研究では、行動圏が8.6 km2で、1日あたりの平均移動距離が2.42 km であった。マンドリルは主に昼行性で、朝から日没まで1日10時間ほど起きている。夜になると木を選び、その上で寝る。

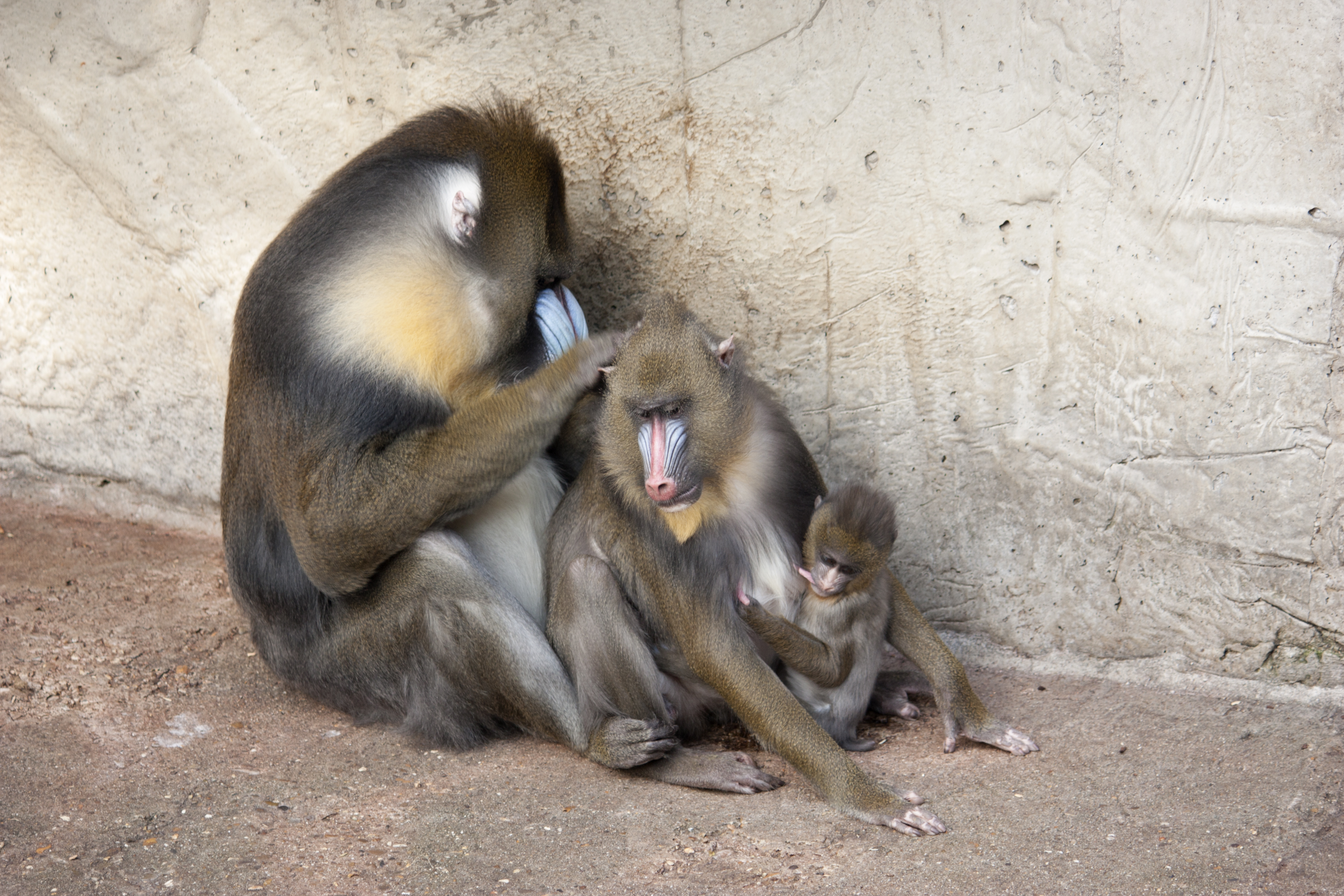
グルーミングするアルティス動物園の個体

群れは母系の家族から構成され、雌は社会的結束を維持するために重要である。親族同士の強いつながりは、紛争時のサポート、子孫の生存率の向上、雌の寿命の増加につながる可能性がある。優位な雌はグループネットワークの中心にあり、優位な雌が排除されると群れ内の社会的なつながりが減る。母親のマンドリルの社会的地位は、性別に関係なく子孫の社会的地位に寄与する可能性がある。成熟した雄は群れの永久的なメンバーではなく、雌の繁殖期に群れに参加し、繁殖期が終了すると群れを去る。その結果、雄のマンドリルの色は、配偶者間に長期的な関係がない社会構造で注目を集めることを意図している可能性がある。より高い順位の雄は群れの中心にいるが、より低い順位の雄は周辺を占める傾向がある。雌は雄に対してある程度の制御権を持っており、連合して望まない雄を群れから追放することができる。繁殖期以外では、雄は孤独な生活を送っていると考えられており、雄だけの群れの存在は知られていない。
マンドリルは雌雄ともに胸腺からの分泌物で木や枝をこすってマーキングするが、特に優位な雄はマーキングすることが多い。分泌物に含まれる化学物質は個体の性別、年齢、階級を示す。マーキングは縄張りの働きも果たしており、飼育下のアルファ雄は縄張りの境界にマーキングをする。マンドリルは利益が得られない場合でも、お互いにグルーミングをする。その間、下位の個体は他のマンドリルの後ろからつつくことを好む。これは視線をできるだけ合わせないようにし、優位な個体が攻撃してきた場合に逃げる時間を増やすためである。グルーミングを受ける個体は、よりリスクのある場所をグルーミングさせる傾向がある。マンドリルは道具を使うことが観察されており、飼育下では棒を使って体を掃除する。

### 繁殖と成長

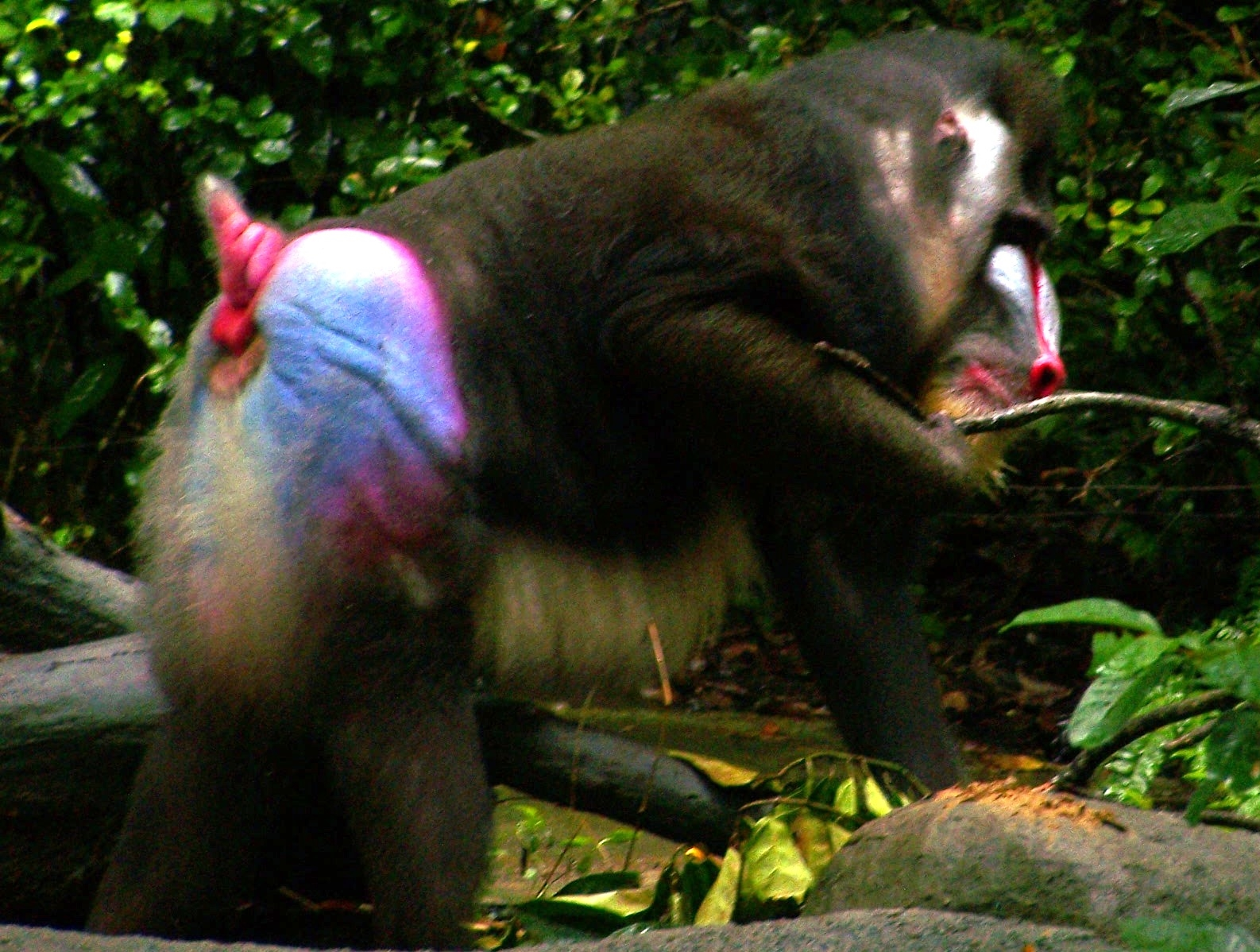
優位な雄のカラフルな尻

アルファ雄のマンドリルは最も繁殖に成功している。アルファの地位を獲得すると、雄は睾丸が大きくなり、顔とお尻が赤くなり、胸腺からの分泌物が増え、体とお尻が太くなる。雄が優位性を失うと、これらの生理学的変化は部分的に元に戻る。青い顔の皮膚の明るさがより一定になる。上位の雄は顔の赤と青の色のコントラストが強くなる傾向がある。脂肪の分布により、優位な雄は「fatted (太った)」とも呼ばれ、下位の雄は「non-fatted (太っていない)」とも呼ばれる。犬歯の長さも優位性と相関しており、犬歯が30 mm未満の雄は子孫を残す可能性が低い。個体によっては、他の雄との競争に応じて二次性徴の発達が抑制される場合もある。雄のマンドリルは、戦うよりも発声や表情で優位性を確立する傾向がある。
繁殖は2年に1回起こる。交尾は主に乾季に行われ、雌の排卵は6月から9月の間にピークを迎える。雌は性皮が膨らみ、赤い顔色は年齢と生殖能力を伝える。雄は鋤鼻器を使用して雌の生殖状態を感知し、これはフレーメン反応と呼ばれる。優位な雄は雌を数日間世話して交尾することによって独占しようとする。優位な雄はほとんどの子孫の父親になる傾向があるが、多くの雌が同時に発情期に達すると、雌を独占できなくなる。下位の雄であっても、アルファ雄と近親関係にある場合、繁殖に成功する可能性が高い。排卵期の雌は、最も明るい色の雄が自分の近くに来て会陰に触れることを許す傾向があり、雄に毛づくろいをしたり、求愛したりする可能性が高くなる。雌は雄の方に尻を向けることで、交尾の意思を示す。交尾は60秒以内に終了する。雄は雌の上に乗り、骨盤を突き出す。

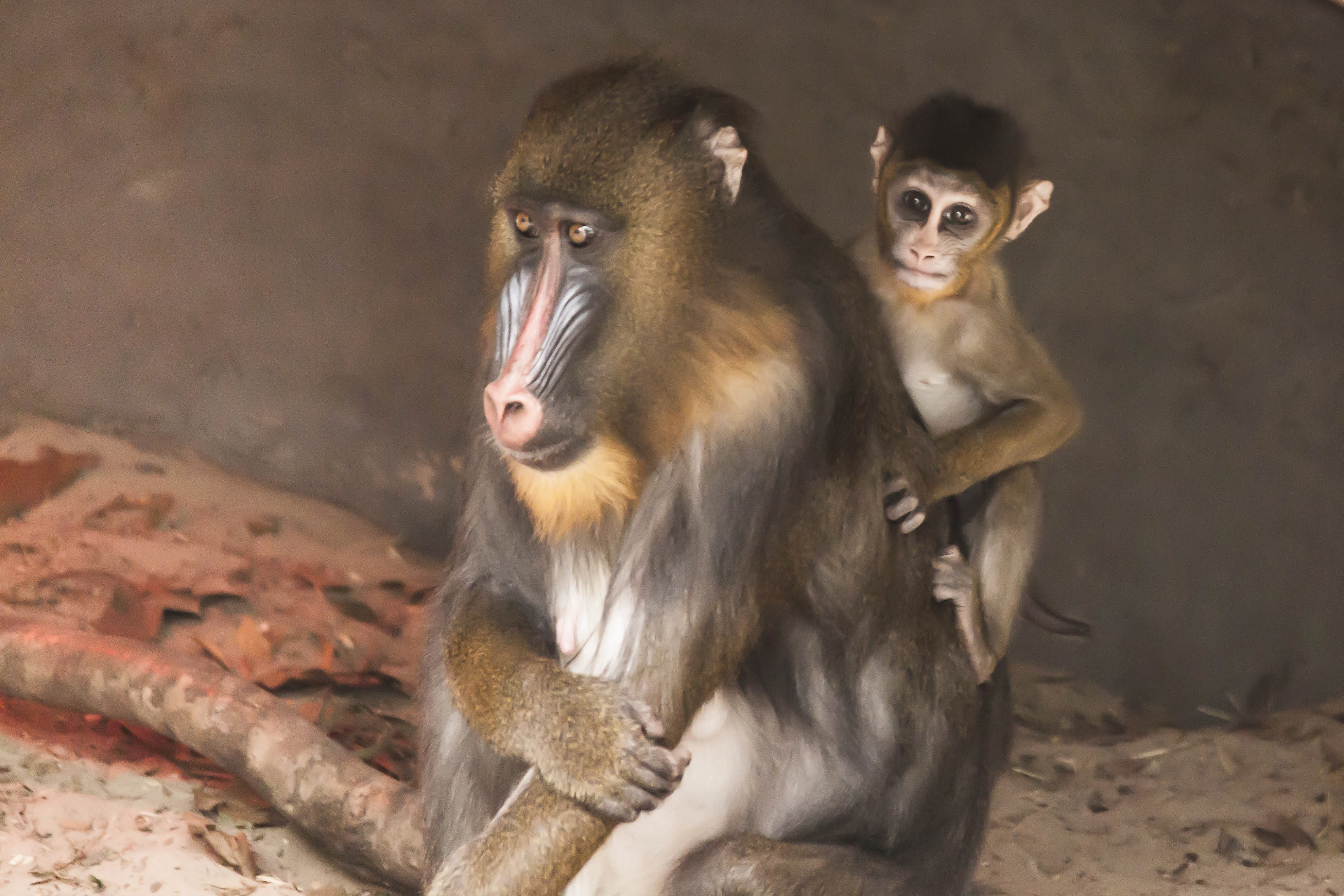
マンドリルの母子

マンドリルの妊娠期間は平均175日で、出産のほとんどは雨期の1月から3月にかけて行われる。出産間隔は184日から1,159日で、平均は405日である。地位の高い雌では妊娠期間が短くなる傾向がある。出生時は平均体重640 gで、体には白い毛が少しあり、頭と背骨に沿って黒い毛の房があるのみである。生後2 - 3ヶ月で、体、手足、頭は成獣と同じ毛色になり、肌色だった顔と鼻先は黒くなる。自立した幼獣は母親のお腹に掴まって育つ。幼獣は通常、生後約230日で乳離れする。4 - 8歳で性的二形が高まり、その時点で雌はすでに出産を始める。雄は6歳になると群れを離れ始める。雌は7歳ほどで成体の大きさに達し、雄は10歳で成体の大きさに達する。野生下の寿命は12 - 14年だが、飼育下では30 - 40年生きることもある。

### コミュニケーション
マンドリルは、さまざまな表情や姿勢でコミュニケーションをとる。威嚇のしぐさには、口を開けてじっと見つめる動作が含まれる、同時に頭を上下に振ったり、地面を叩いたり、髪を逆立てたりする。これらの動作は通常、優位な個体が下位の個体に対して行うもので、下位の個体は歯をむき出しにしてしかめ面をし、恐怖と攻撃性を示す。若い雌と下位の雌は、口を尖らせて服従と不安を示す。口を開けてリラックスした顔をし、遊び心を伝える。雌に近づく雄は、歯をむき出しにして笑ったような顔で口を鳴らす。その際には歯をカチカチ鳴らすこともある。マンドリルは新しいしぐさを発達させて伝えることがある。イギリスのコルチェスター動物園で飼育されている個体は、特に休んでいるときに邪魔されないように顔を手で覆う。
マンドリルは、遠距離でも近距離でも、いくつかの発声をする。群れで移動しているとき、成体雄は2段階のうなり声と1音節の咆哮を出す。どちらもヒヒの「ワフー」という鳴き声に相当する。他の個体の鳴き声は2秒間続き、振動として始まり、より長い倍音の音に変わる。近距離での発声には「ヤック」がある。成体雄を除くすべての個体が緊張した状況で出す、鋭く繰り返される脈動のような鳴き声である。遭遇の際にもうなり声を出すことがある。うなり声は軽い警戒を表すのに使われ、強い警戒は「Kアラーム」と呼ばれる短い2音節の鋭い鳴き声で表される。鋭く大きな「K音」の理由は不明である。叫び声は恐怖の合図であり、逃げる個体によって発せられる。一方、うめき声や喉を鳴らす音は、雌や幼獣が宥めたりイライラしたりする際に発せられる。近親の個体では声がより類似しているが、血縁関係のない個体同士でも定期的に交流すると似たような声を出すことがある。

## 人との関わり
IUCNのレッドリストでは危急種に指定されている。総個体数は不明だが、過去24年間で30％以上減少したとみられている。主な脅威は生息地の破壊とブッシュミートを目的とした狩猟である。マンドリルは赤道ギニアとカメルーン南部で大規模な生息地の喪失に見舞われたとみられる一方、コンゴ共和国での生息域は限られており、現状は不明である。マンドリルは数百頭規模の群れで生活しているが、カメルーンと赤道ギニアでは狩猟により群れの規模が小さくなっている。ガボンはマンドリルにとって最も重要な残存生息地とみなされており、同国の人口密度の低さと広大な熱帯雨林はマンドリルの保護に適した候補地となっている。調査では、チンパンジーやゴリラなど他の霊長類の個体数が多いことが示されている。フランスヴィル国際医学研究センターには半野生の個体群が生息している。農場の作物を襲うこともある。
マンドリルはワシントン条約の付属書Iに掲載されており、野生個体の商業取引は禁止されている。さらに日本ではマンドリルルス属（マンドリル属）単位で特定動物に指定されているため愛玩目的での飼育は出来ない。アフリカの自然保護条約のB類に掲載されており、保護はされているものの、殺害、捕獲、収集には特別許可が与えられる。マンドリルが生息する各国には、少なくとも1つの保護区がある。ガボンでは、熱帯雨林のほとんどが木材会社に貸し出されているが、約10%が国立公園の一部となっており、そのうち13か所は2002年に設立された。